# 施福珍
施福珍（1935年—），臺灣彰化員林人，教師、兒歌創作者，創作的特色在於鄉土關懷與廣泛取材，四十多年的創作生涯總共累積了四百多首作品，著名曲目包括《點仔膠》、《大鼻孔》等，這些兒歌也成了許多臺灣人的共同回憶。

## 音樂作品

### 點仔膠
1964年，施福珍在彰化縣一所高職當音樂教師，某日學校正在鋪柏油，而他正在午睡，當一位教職員的孩子因為腳被柏油黏到並抱怨「點仔膠，粘到腳」時，施福珍便產生靈感，花五分鐘創作了《點仔膠》（Tiám-á-ka）。

### 大鼻孔
其1993年創作的《大鼻孔》（Tōa Phīⁿ Khang）一曲，以藝人澎恰恰的鼻孔入歌，曾被列為2001年中華民國全國學生鄉土歌謠比賽兒童組指定歌曲第一首，並獲2013年教育部推展本土語言傑出貢獻獎，施福珍教唱此歌的畫面在網路上廣為流傳。

## 學歷
- 彰化中學初中部
- 國立台中師範學院普師科
- 初中音教檢定及格
- 高中音教檢定及格
- 東吳大學音樂研究所碩士

## 經歷
- 彰化縣秀水鄉陝西國小教師
- 秀水農工教師
- 員林家商教師
- 和和樂器有限公司負責人
- 彰化縣員林鎮大同國中主任
- 南彰化三大有線電視「台灣囝仔歌教唱節目」主持人
- 大愛電視台「《甘草人生》之《台灣囝仔歌簡介》」主講人
- 民視「台灣空中文化藝術學苑」台灣兒歌節目審核及諮詢顧問

## 著作
- 施福珍詞曲，康原撰文，王灝圖，1996年，台灣囝仔歌的故事。臺北市：玉山社。
- 施福珍著，台灣囝仔歌一百年：一八九五～一九九五 從唸謠到唱謠的台語童謠本土化歷程，2003年。臺北市：晨星出版社。

## 曾獲獎項
- 1988年，第六屆鐸聲獎音樂教育特別貢獻獎
- 1997年，金視獎最佳主持人獎。(台灣囝仔歌教唱節目)
- 2013年，教育部推展本土語言傑出貢獻獎